# Bronco Seeling

a Compétitions nationales et continentales officielles uniquement.

b Matchs officiels uniquement.
Dernière mise à jour le 19 avril 2023.
Charles Edward "Bronco" Seeling, né le 14 mai 1883 à Wanganui (Nouvelle-Zélande) et décédé le 29 mai 1956 à Stalybridge (Angleterre), est un joueur de rugby à XV et de rugby à XIII,  qui a joué avec l'équipe de Nouvelle-Zélande. Il évolue au poste de troisième ligne aile (1,83 m pour 86 kg).  

## Carrière
Il a un gabarit imposant pour un joueur de cette époque, ce qui en fait un avant redoutable.
Il a disputé son premier test match avec l'équipe de Nouvelle-Zélande le 13 août 1904 contre les Lions britanniques. Son dernier test match a lieu contre une sélection anglo-galloise le 28 juillet 1908. 
Il participe à la tournée des Originals, équipe représentant la Nouvelle-Zélande en tournée en Grande-Bretagne en 1905, en France et en Amérique du Nord en 1906. 
Après avoir joué 64 matchs de haut niveau, il part en 1910 en Angleterre pour jouer au rugby à XIII à Wigan RLFC. De 1910 à 1913, il inscrit 54 essais pour Wigan et participe à trois éditions consécutives de la finale du championnat. Il joue jusqu'en 1923 pour Wigan, étant le capitaine de l'équipe pendant trois années.
Il trouve la mort dans un accident de voiture en 1956.
Il intègre en 1996 le Temple de la renommée du sport néo-zélandais.

## Palmarès

### En équipe nationale
- 11 sélections avec l'Équipe de Nouvelle-Zélande de rugby à XV
- 2 essais, 6 points
- Sélections par année : 1 en 1904, 4 en 1905, 1 en 1906, 2 en 1907, 3 en 1908
- Nombre total de matchs avec les All Blacks :  39